# Rezső Eszéki
Rezső Eszéki (Budapest, 26 gennaio 1915 – Budapest, 1997) è stato un cestista e allenatore di pallacanestro ungherese.

## Carriera
Avrebbe dovuto disputare i Giochi olimpici di Berlino 1936, ma l'Ungheria si ritirò prima dell'inizio della competizione.
Da allenatore ha guidato l'Ungheria ai Campionati europei del 1969.